# Black Sabbath: The Ultimate Collection
Black Sabbath: The Ultimate Collection är ett samlingsalbum av Black Sabbath, utgivet i oktober 2016. Albumet innehåller 31 låtar från bandets långa karriär.

## Låtlista
1. Paranoid
2. Never Say Die
3. Iron Man
4. Black Sabbath
5. Children of the Grave
6. Fairies Wear Boots
7. Changes
8. Rat Salad
9. Sweet Leaf
10. War Pigs
11. Sabbath Bloody Sabbath
12. Hole in the Sky
13. Symptom of the Universe
14. Spiral Architect
15. Rock 'n' Roll Doctor
16. Dirty Women
17. Evil Woman
18. A Hard Road
19. Lord of This World
20. Into the Void
21. Behind the Wall of Sleep
22. Snowblind
23. Tomorrow's Dream
24. The Wizard
25. N.I.B.
26. Electric Funeral
27. Embryo
28. Killing Yourself to Live
29. Am I Going Insane? (Radio)
30. Wicked World
31. It's Alright

## Musiker
- Ozzy Osbourne – sång
- Tony Iommi – gitarr
- Geezer Butler – elbas
- Bill Ward – trummor